# Gustavo Vallecilla
Exon Gustavo Vallecilla Godoy (n. Esmeraldas, Ecuador; 28 de mayo de 1999) es un futbolista ecuatoriano. Juega de defensa y su equipo actual es Barcelona Sporting Club de la Serie A de Ecuador.

## Trayectoria

### Deportivo Cuenca
Vallecilla dejó su casa en Esmeraldas a la edad de 14 años para unirse al Deportivo Cuenca. El 27 de noviembre de 2016, hizo su debut profesional por campeonato ecuatoriano ante el Mushuc Runa. En la temporada siguiente, hizo una aparición en la liga, mientras que en la temporada 2018 hizo 15.

### Aucas
En agosto de 2018 se informó que Aucas había comprado el 50% del pase de Vallecilla por $80.000, y que se uniría al club de forma permanente a partir de la temporada 2019, teniendo el Deportivo Cuenca aún un porcentaje de su pase. Finalmente se unió al Aucas para la temporada 2019, aunque solo jugó 167 minutos en toda la temporada.

### Barcelona
Para conseguir algunos minutos de juego fue cedido al Barcelona Sporting Club para la temporada 2020 con opción a compra. Hizo 15 apariciones en campeonato ecuatoriano con el Barcelona, pero sin embargo, el club decidió no activar la opción para que su estadía fuera permanente. Vallecilla luego regresó a Aucas para la temporada 2021.

### Cincinnati
El 5 de abril de 2021, se unió al Cincinnati de la MLS en un préstamo durante toda la temporada.

### Colorado Rapids
En 2022 fichó por Colorado Rapids, también de la MLS, hasta diciembre de 2024.

### Columbus Crew
El 3 de marzo de 2023 se anunció su cesión al Columbus Crew para la temporada 2023. Durante su estancia en el club logró el título de campeón de la Conferencia Este y la Major League Soccer, en diciembre dejó el equipo.

## Selección nacional

### Categorías inferiores

#### Participaciones en Sudamericanos
| Campeonato                              | Sede     | Resultado    | Partidos | Goles |
| --------------------------------------- | -------- | ------------ | -------- | ----- |
| Sudamericano Sub-20 de 2019             | Chile    | Campeón      | 7        | 0     |
| Juegos Panamericanos Lima 2019          | Perú     | Primera fase | 3        | 0     |
| Preolímpico Sudamericano Sub-23 de 2020 | Colombia | Primera fase | 2        | 0     |

#### Participaciones en Copas del Mundo
| Campeonato                  | Sede    | Resultado    | Partidos | Goles |
| --------------------------- | ------- | ------------ | -------- | ----- |
| Copa Mundial Sub-20 de 2019 | Polonia | Tercer lugar | 6        | 0     |

### Partidos internacionales
Actualizado al último partido disputado el 4 de diciembre de 2021.
| \| N.° \| Fecha \| Ciudad \| Oponente \| Resultado \| Resultado \| Competencia \| \| --- \| ---------------------- \| ------- \| ----------- \| --------- \| --------- \| ----------- \| \| 1. \| 4 de diciembre de 2021 \| Houston \| El Salvador \| 1–1 \| Empate \| Amistoso \| |                        |         |             |           |           |             |
| N.° | Fecha                  | Ciudad  | Oponente    | Resultado | Resultado | Competencia |
| 1. | 4 de diciembre de 2021 | Houston | El Salvador | 1–1       | Empate    | Amistoso    |

## Estadísticas

### Clubes
Actualizado al último partido disputado el 30 de noviembre de 2024.
| Club                            | Div.          | Temporada     | Liga  | Liga  | Copas nacionales | Copas nacionales | Copas internacionales | Copas internacionales | Total | Total |
| Club                            | Div.          | Temporada     | Part. | Goles | Part.            | Goles            | Part.                 | Goles                 | Part. | Goles |
| ------------------------------- | ------------- | ------------- | ----- | ----- | ---------------- | ---------------- | --------------------- | --------------------- | ----- | ----- |
| Deportivo Cuenca · Ecuador      | 1.ª           | 2015          | 0     | 0     | Inexistentes     | Inexistentes     | Inexistentes          | Inexistentes          | 0     | 0     |
| Deportivo Cuenca · Ecuador      | 1.ª           | 2016          | 1     | 0     | Inexistentes     | Inexistentes     | Inexistentes          | Inexistentes          | 1     | 0     |
| Deportivo Cuenca · Ecuador      | 1.ª           | 2017          | 1     | 0     | Inexistentes     | Inexistentes     | Inexistentes          | Inexistentes          | 1     | 0     |
| Deportivo Cuenca · Ecuador      | 1.ª           | 2018          | 15    | 0     | Inexistentes     | Inexistentes     | 1                     | 0                     | 16    | 0     |
| Deportivo Cuenca · Ecuador      | Total club    | Total club    | 17    | 0     | 0                | 0                | 1                     | 0                     | 18    | 0     |
| Aucas · Ecuador                 | 1.ª           | 2019          | 5     | 0     | 2                | 0                | Inexistentes          | Inexistentes          | 7     | 0     |
| Barcelona S. C. · Ecuador       | 1.ª           | 2020          | 15    | 1     | 0                | 0                | 3                     | 0                     | 18    | 1     |
| Barcelona S. C. · Ecuador       | Total club    | Total club    | 15    | 1     | 0                | 0                | 3                     | 0                     | 18    | 1     |
| Aucas · Ecuador                 | 1.ª           | 2021          | 3     | 0     | 0                | 0                | 1                     | 0                     | 4     | 0     |
| Aucas · Ecuador                 | Total club    | Total club    | 8     | 0     | 2                | 0                | 1                     | 0                     | 11    | 0     |
| F. C. Cincinnati Estados Unidos | 1.ª           | 2021          | 25    | 2     | —                | —                | Inexistentes          | Inexistentes          | 25    | 2     |
| F. C. Cincinnati Estados Unidos | Total club    | Total club    | 25    | 2     | 0                | 0                | 0                     | 0                     | 25    | 2     |
| Colorado Rapids Estados Unidos  | 1.ª           | 2022          | 12    | 0     | 1                | 0                | Inexistentes          | Inexistentes          | 13    | 0     |
| Colorado Rapids Estados Unidos  | Total club    | Total club    | 12    | 0     | 1                | 0                | 0                     | 0                     | 13    | 0     |
| Columbus Crew Estados Unidos    | 1.ª           | 2023          | 12    | 0     | 2                | 0                | 2                     | 0                     | 16    | 0     |
| Columbus Crew Estados Unidos    | Total club    | Total club    | 12    | 0     | 2                | 0                | 2                     | 0                     | 16    | 0     |
| Universidad Católica · Ecuador  | 1.ª           | 2024          | 27    | 0     | 4                | 1                | 9                     | 0                     | 40    | 1     |
| Universidad Católica · Ecuador  | Total club    | Total club    | 27    | 0     | 4                | 1                | 9                     | 0                     | 40    | 1     |
| Total carrera                   | Total carrera | Total carrera | 116   | 3     | 9                | 1                | 16                    | 0                     | 141   | 4     |
| 1. 2.                           |               |               |       |       |                  |                  |                       |                       |       |       |

## Palmarés

### Campeonatos nacionales
| Título               | Club            | País           | Año  |
| -------------------- | --------------- | -------------- | ---- |
| Serie A de Ecuador   | Barcelona S. C. | Ecuador        | 2020 |
| MLS Conferencia Este | Columbus Crew   | Estados Unidos | 2023 |
| MLS Cup              | Columbus Crew   | Estados Unidos | 2023 |

### Campeonatos internacionales
| Título              | Equipo         | Año  |
| ------------------- | -------------- | ---- |
| Sudamericano Sub-20 | Ecuador sub-20 | 2019 |